# Hallowed Be Thy Name
Singles de Iron Maiden
Fear of the Dark (live) Man on the Edge
Hallowed Be Thy Name est une chanson écrite par Steve Harris pour l'album The Number of the Beast du groupe anglais de heavy metal Iron Maiden.
Cette chanson est la dernière de l'album, soit la 8e.
Elle est l'un des 3 morceaux les plus joués en concert et l'un des morceaux emblématiques du groupe,,. Elle est généralement considérée comme le meilleur morceau de heavy metal par les puristes, et est souvent citée comme étant la chanson préférée des fans. 
À l'instar de The Number of the Beast, le morceau comprend deux solos, le premier étant joué par Dave Murray. Depuis 2001, malgré le retour d'Adrian Smith, et à la différence de The Number of the Beast, le second solo, autrefois joué par Adrian Smith, est joué désormais par Janick Gers. 

## Titre et paroles

### Le titre
Hallowed Be Thy Name signifie « Que ton nom soit sanctifié », vers tiré de la prière Notre Père dans la religion catholique.

### Paroles
Les paroles mettent en scène les tourments d'un condamné à mort, de ce qu'il endure mentalement lorsque son heure sonne. De sa cellule, il est amené à la potence. Lorsqu'un de ses camarades de cellule lui lance « Que Dieu soit avec toi », il réplique « S'il y a un Dieu, pourquoi me laisse-t-il mourir ? », ce qui apporte le sujet de l'athéisme. Cependant, les derniers vers suggèrent que la vie « ici-bas » n'est qu'une illusion, et que par conséquent seul ce qu'il y a après la mort a une importance. Bien que ces paroles aient beaucoup en commun avec Le Dernier Jour d'un condamné de Victor Hugo, Steve Harris ne s'en est pas inspiré.
Les paroles contiennent un passage de six vers du morceau Life’s Shadow, du groupe Beckett, sorti en 1974, dont l'agent était Rod Smallwood, également manager d'Iron Maiden. Steve Harris a entendu la chanson lors d'un concert. Par un accord, le parolier Robert Barton est cité en référence, mais des conflits entre les ayants droit du morceau d'origine, Brian Quinn (utilisant le nom d'artiste Brian Ingham) réclamant la paternité du morceau, obligent en mai 2017 Iron Maiden à renoncer à le chanter en public tant que le litige n'est pas tranché,.
Le 12 mars 2018, il est annoncé que l'affaire est réglée à l'amiable. Les avocats du groupe précisent que Steve Harris a initialement utilisé les paroles comme "espace réservé" mais n'a pas eu le temps de les modifier avant la sortie de l'album. Un porte-parole du groupe ajoute que le litige est réglé à l'amiable pour des raisons pragmatiques et pour éviter des frais juridiques supplémentaires,.

## Single
Hallowed Be Thy Name est également parue en tant que single dans une version live extraite de l'album A Real Live One.

### Pistes
1. Hallowed Be Thy Name (live) – 7:26
2. The Trooper (live) – 3:53
3. Wasted Years (live) – 4:42
4. Wrathchild (live) – 2:57

### Crédits
- Bruce Dickinson – chant
- Dave Murray – guitare
- Adrian Smith – guitare
- Steve Harris – basse
- Clive Burr – batterie

## Popularité de la chanson
Le groupe de metal extrême Cradle of Filth (dans la compilation  Lovecraft and Witch Hearts), ainsi que le groupe Machine Head (dans l'album The Blackening) ont effectué une reprise de cette chanson.
D'autres groupes ont également repris cette chanson tels que Dream Theater, Iced Earth et les groupes grecs Mahakala et Rotting Christ ainsi que le chanteur Doogie White.